# Gigen
Gigen (bulgare : Гиген, prononcée ɡiˈɡɛn) est un village du nord de la Bulgarie faisant partie de la commune de Gulyantsi dans la province de Pleven. Elle est localisée près du fleuve Danube.
Gigen est plus connue pour avoir été construite près du site de l'importante colonie romaine de Oescus.